# Уайт, Дензин
Дензин Уайт (англ. Densign Emmanuel White; род. 21 декабря 1961, Вулвергемптон, Стаффордшир) — британский дзюдоист, чемпион и призёр чемпионатов Великобритании, призёр чемпионатов Европы и мира, победитель Игр Содружества, участник летних Олимпийских игр 1984, 1988 и 1992 годов.

## Карьера
Выступал в средней весовой категории (до 86 кг). В период с 1980 по 1991 год 11 раз становился чемпионом Великобритании, и один раз — бронзовым призёром чемпионата. В 1990 году стал победителем Игр Содружества в Окленде.
На летних Олимпийских играх 1984 года в Лос-Анджелесе занял пятое место. На следующей Олимпиаде 1988 года в Сеуле повторил этот результат. В 1992 году в Барселоне стал 17-м.